# 帰化
帰化（きか、英語: Naturalization）は、ある国家の国籍を有しない外国人が、国籍の取得を申請して、ある国家がその外国人に対して新たに国籍を認めること。

## 概念
帰化とは、本人の希望により他国の国籍を取得しその国の国民となることをいう。

### 古代における語義・用法
「帰化」という語句の本来の意味は、「君主の徳に教化・感化されて、そのもとに服して従うこと」で、歴史学的な定義としては、以下のものがある。
1. 化外（）の国々から、その国の王の徳治を慕い、自ら王法の圏内に投じ、王化に帰附（）すること
2. その国の王も、一定の政治的意思にもとづいて、これを受け入れ、衣料供給・国郡安置・編貫戸籍という内民化の手続きを経て、その国の礼・法の秩序に帰属させる一連の行為ないし現象のこと

#### 史書における用法
歴史学者平野邦雄によれば、『日本書紀』の用法において、「帰化」「来帰」「投下」「化来」はいずれもオノヅカラモウク、マウクと読み、概念に違いはない。また古事記では三例とも「参渡来」と記し、マイワタリツ、マウクと訓む。
これに対して、「貢」「献」「上送」「貢献」「遣」はタテマツル、オクルとメス、モトムと読み、一般に朝鮮三国の王が、倭王に対して、救軍援助などの政治的な理由によって、物品や知識人や職人また他国の俘虜などを「贈与」したという意味で使用されている。つまり、「貢」「献」等の語が、当該王の政治的意思または命令強制によって他律的に贈与される意味であるのに対して、「帰化」は、同族集団の意思または勧誘などによって自律的に渡来（来倭）したことを指す語である。
古代朝鮮の史書『三国史記』における用法は、「来投」「亡人」が多く、「投亡」「流入」「亡人」「走人」などと記されている。これらは戦乱または飢饉などによって緊急避難的な人々の流出、つまり他律的な移動を指す。

#### 「帰化人」と「渡来人」
日本史の用語としては、「帰化人」という呼び名が学会の主流であったが、第二次世界大戦後、戦前の皇国史観への反省と植民地統治の是非をめぐる政治的な論争を背景に、「帰化人」という語には、日本中心的な意味合いを含むなどとされから不適切な用語であるとされ、上田正昭らにより「渡来人」の呼称が提唱され、学界の主流となった。しかし、歴史家中野高行はこの問題に関して、古代史研究の上では帰化人という用語の使用については価値自由を要求している。さらに朴昔順や田中史生らはやはり厳密に区分されるべきとし、関晃や平野邦雄、大津透らは「渡来」には単に渡ってやって来たという語義しかなく、倭国王（大王）に帰属したという意味合いを持たないため、やはり「帰化」を用いた方が適切だとする見解もあり、学術研究上の議論は現在も続いている。

### 現代における用法
今日の日本では「帰化」という用語は、法曹関係者間や法務省をはじめとする役所の手続きなどで、法律用語として使われる。メディアなどでは、日本以外の国籍取得に関しても「帰化」の単語が用いられる。なお、「帰化植物」については「外来種」「移入種」の用語で表現することが、公的機関をも含めて多くなっている。
また、本人の能動的な意思であることをより反映するものとして、「国籍取得」という表現も用いられている。
法律で定められた条件を満たす場合は当然帰化できる立法例（アメリカ）と、定められた条件を満たす場合でもなお帰化の決定について行政機関に一定の裁量が認められる立法例（日本、イギリス）がある。

## 現代の日本における帰化と条件
帰化条件
日本国への帰化条件は7つあり、国籍法5条1項各号および、自筆で審査を突破出来る日本語の読み書きができること、である。国籍法6条から8条までによって、特別永住権者の子女等の日本で生まれた者、日本人の配偶者、日本人の子、かつて日本国国籍者であった者等で一定の者については上記の帰化の条件を一部緩和している。
概説
- 国籍法[14]では、帰化を許可する権限は法務大臣にあり、普通帰化、特別帰化（簡易帰化）、大帰化の3種類（この区分名はいずれも通称）が認められている。帰化を望む者は各地の法務局[注釈 1]へ帰化の申請手続きを行う。
- 申請が許可されると、新戸籍を編製する場合と日本人配偶者の既存戸籍に入籍する場合とがある。前者は、氏が任意に設定される[注釈 2]。ただし、日本で使用されている漢字と仮名以外の文字（中国独特の漢字、アルファベットなど）を使用することができない。
- 帰化後の名（いわゆる下の名前）は自由に設定できるが、字種に関しては氏と同様の制限がある。
- 許否の結果が出るまでの期間は個々人で異なるがおおむね半年から2年程度を要するとされる。帰化申請の内容が認められた場合は、法務大臣による許可行為として官報に日本国内の現住所・帰化前の氏名（片仮名または漢字表記）・生年月日（和暦）が告示掲載され、告示の日からその効力を生じることとなる。
- 告示における氏名表記に外国文字（英字、ハングルなど）は用いられず、すべて日本語（漢字・片仮名）に置き換えて表記される。過去においては、当該告示には帰化前の氏名に加え帰化後の日本名（帰化前に日本的通称名を複数使用していた者についてはそれらすべて）が括弧付きで原則併記されていたが、1995年（平成7年）3月以降は帰化前の氏名だけが記載されるようになっている。
- なお、国籍法には、届け出による国籍の取得の規定（第3条：認知された子の国籍取得、第17条：国籍留保届の未提出により国籍を喪失した者の再取得）があり、この場合、要件を満たしていれば法務大臣の許可によらず届出のみによって国籍を取得することができる。これを「帰化」と区別して「（届出による）国籍取得」といっている。
- 1988年（昭和63年）までに帰化した者の総数は191,757人に上る。ただし、そこに含まれている旧国籍法（1899年〈明治32年〉施行）の下の帰化者の累計は300名程度である[15]。1989年（平成元年）以降の年ごとの帰化の許可者数は、下表のとおり、約6100人から約1万7600人の間で推移し、平成年間の前半は顕著な増加が起きたが、その後の10年間の2004年（平成16年）から2013年（平成25年）までは減少傾向にあった。2014年（平成26年）以降は下げ止まっており年間平均およそ九千人の帰化が許可されている[16]。申請者のうち、不許可者数は90人から900人の間で推移しており、概して人数、割合ともに上昇傾向にある。一貫して最も多い原籍は韓国・朝鮮籍だが、その割合は著しい減少傾向を示してる。1996年（平成8年）以降の許可者のうち、3割前後が中国籍の者で占められている。一方で、2022年（令和4年）に韓国・朝鮮・中国籍以外の国籍の割合が初めて30%を超えた。ベトナム、ブラジル、フィリピン、ペルー、ネパール、バングラデシュ、スリランカ、パキスタンが上位を占めている、2023年（令和5年）には韓国、北朝鮮、中国以外の国籍の割合が37.98%を超えました。ベトナム、ブラジル、フィリピン、ネパール、ペルー、スリランカ、バングラデシュ、ロシアが上位を占めている[17][18][19][20][21]。

| 暦年     | 申請者数 | 許可者数 | 許可者数   | 許可者数 | 許可者数 | 不許可者数 |
| 暦年     | 申請者数 | 合計     | 韓国・朝鮮 | 中国     | その他   | 不許可者数 |
| 平成01年 | 8,702    | 6,089    | 4,759      | 1,066    | 264      | 399        |
| 平成02年 | 9,904    | 6,794    | 5,216      | 1,349    | 229      | 274        |
| 平成03年 | 10,373   | 7,788    | 5,665      | 1,818    | 305      | 223        |
| 平成04年 | 11,479   | 9,363    | 7,244      | 1,794    | 325      | 162        |
| 平成05年 | 12,706   | 10,452   | 7,697      | 2,244    | 511      | 126        |
| 平成06年 | 12,278   | 11,146   | 8,244      | 2,478    | 424      | 146        |
| 平成07年 | 12,346   | 14,104   | 10,327     | 3,184    | 593      | 93         |
| 平成08年 | 14,944   | 14,495   | 9,898      | 3,976    | 621      | 97         |
| 平成09年 | 16,164   | 15,061   | 9,678      | 4,729    | 654      | 90         |
| 平成10年 | 17,486   | 14,779   | 9,561      | 4,637    | 581      | 108        |
| 平成11年 | 17,067   | 16,120   | 10,059     | 5,335    | 726      | 202        |
| 平成12年 | 14,936   | 15,812   | 9,842      | 5,245    | 725      | 215        |
| 平成13年 | 13,442   | 15,291   | 10,295     | 4,377    | 619      | 130        |
| 平成14年 | 13,344   | 14,339   | 9,188      | 4,442    | 709      | 107        |
| 平成15年 | 15,666   | 17,633   | 11,778     | 4,722    | 1,133    | 150        |
| 平成16年 | 16,790   | 16,336   | 11,031     | 4,122    | 1,183    | 148        |
| 平成17年 | 14,666   | 15,251   | 9,689      | 4,427    | 1,135    | 166        |
| 平成18年 | 15,340   | 14,108   | 8,531      | 4,347    | 1,230    | 255        |
| 平成19年 | 16,107   | 14,680   | 8,546      | 4,740    | 1,394    | 260        |
| 平成20年 | 15,440   | 13,218   | 7,412      | 4,322    | 1,484    | 269        |
| 平成21年 | 14,878   | 14,785   | 7,637      | 5,392    | 1,756    | 202        |
| 平成22年 | 13,391   | 13,072   | 6,668      | 4,816    | 1,588    | 234        |
| 平成23年 | 11,008   | 10,359   | 5,656      | 3,259    | 1,444    | 279        |
| 平成24年 | 9,940    | 10,622   | 5,581      | 3,598    | 1,443    | 457        |
| 平成25年 | 10,119   | 8,646    | 4,331      | 2,845    | 1,470    | 332        |
| 平成26年 | 11,377   | 9,277    | 4,744      | 3,069    | 1,473    | 509        |
| 平成27年 | 12,442   | 9,469    | 5,247      | 2,813    | 1,409    | 603        |
| 平成28年 | 11,477   | 9,554    | 5,434      | 2,626    | 1,494    | 607        |
| 平成29年 | 11,063   | 10,315   | 5,631      | 3,088    | 1,596    | 625        |
| 平成30年 | 9,942    | 9,074    | 4,357      | 3,025    | 1,692    | 670        |
| 令和01年 | 10,457   | 8,453    | 4,360      | 2,374    | 1,719    | 596        |
| 令和02年 | 8,673    | 9,079    | 4,113      | 2,881    | 2,085    | 900        |
| 令和03年 | 9,562    | 8,167    | 3,564      | 2,526    | 2,077    | 863        |
| 令和04年 | 9,023    | 7,059    | 2,663      | 2,262    | 2,134    | 686        |
| 令和05年 | 9,836    | 8,800    | 2,807      | 2,651    | 3,342    | 813        |
| 令和06年 | 12,248   | 8,863    | 2,283      | 3,122    | 3,458    | 639        |
| 計       | 454,616  | 418,453  | 249,736    | 123,701  | 45,025   | 12,635     |

・なお、上記表中、各年度の申請者数と、許可・不許可者数は、それぞれ「その年度中に、申請した数、許可・不許可された数」に過ぎず、複数年度にわたって審査される事が多い帰化申請の性質上、同じ年度の申請者数と許可・不許可者数は関連が無く、「不許可者数／申請者数」が不許可率と短絡的に言えるものではない。

### 帰化申請の専門家と帰化の費用
日本での帰化申請手続きは行政書士、司法書士
、弁護士が業として扱うことができる。ただし、申請者本人が全ての手続きを自ら行うことも可能である。なお、法務局への手数料はかからない。

### 普通帰化
普通帰化とは、国籍法5条1項各号の要件を満たす外国人に対して許可することができる帰化の通称である。婚姻等による日本人とのつながりがない外国人の場合などがこれに相当する。
ただし、自国民の自由意思による国籍の離脱を認めない国が存在する可能性を考慮して、そのような国の国籍を有する者からの帰化申請については、状況により国籍法5条1項5号の母国籍喪失の可能性を問わない場合もある。

### 特別帰化（簡易帰化）
特別帰化（簡易帰化）とは、日本人との婚姻等一定の要件（日本人とのつながり）を満たす外国人に対して許可することができる帰化の通称であり、普通帰化の場合より一部の要件が緩和されている。
- 日本で生まれた外国人や日本国民であった者の子で現に日本に住所を有するものは、居住要件は3年以上に緩和される。日本で生まれた外国人で父または母が日本で生まれたものは、現に日本に住所を有する場合は在住年数を問わず帰化が可能である。その他、引き続き10年以上日本に居所を有する外国人は、引き続き日本に住所を有する期間が5年に満たずとも帰化が可能である。
- 日本人の配偶者で現に日本に住所を有するものは、居住要件は3年以上に緩和される。また、婚姻後3年が経過していれば、居住要件は1年以上に緩和される。またこのとき、20歳未満でも帰化が可能である。
- 日本国民の子（養子を除く）や日本の国籍を失った者（日本に帰化した後で日本の国籍を失った者を除く）の場合、日本に住所を有する場合は在住年数・生計要件を問わず帰化が可能である。このとき、20歳未満でも帰化が可能である。
- 日本国民の養子で縁組の時本国法により未成年であったものは、居住要件は1年以上に緩和され、生計要件は問われない。このとき、20歳未満でも帰化が可能である。
- 日本で生まれた無国籍者の場合（出生の時から国籍を有しない場合に限る）、居住要件は3年以上に緩和され、生計要件は問われない。このとき、20歳未満でも帰化が可能である。

### 大帰化
大帰化とは、普通帰化や特別帰化の要件を満たさない（あるいは満たすが本人が積極的に帰化を申し出ない）が、日本に特別の功労のある外国人に対して国会の承認を得て行う帰化の通称である。国籍法9条に規定があるが、現行の国籍法施行下（1950年7月1日以降）で認められた例はない。他の帰化のように本人の意思による自発的な帰化でなく、日本が国家として一方的に許可するものであるため、本来の国籍を離脱する義務は課されない。いわば「法的効力を持つ名誉市民権」である。
フィギュアスケートのペアで日本所属選手として活躍したマーヴィン・トランに日本国籍を与える際に大帰化の活用が検討されたが、日本に居住実績がないなど要件を満たさないとされた。

### 普通帰化における帰化申請書類
提出するもの
※自動車運転免許証等どうしても原本を提出できないものを除いて、全て原本提出が原則。
どうしても提出できないものは原本提示の上、写しを提出。
1. 帰化申請書、帰化動機書、宣誓書、履歴書
2. 生計概要を説明する書類、親族概要を説明する書類
3. 事業主の場合、事業概要を説明する書類・財務諸表・確定申告書
4. 会社役員の場合、法人登記簿謄本（登記事項証明書）
5. 社員の場合、在職を証明する書類・給与証明書
6. 納税証明書
7. 自宅・勤務先付近の略図
8. 国籍証明書、もしくは国籍を有しないか帰化により現在の国籍を失うことを証明できる書類
9. 外国人登録原票記載事項証明書・自動車運転免許証
10. 卒業証明書
11. 技能証明・有資格証明書
12. 事業主の場合、事業における許認可証明書
13. 預貯金残高証明・有価証券証明・不動産登記簿謄本（登記事項証明書）
14. その他、法務局から指示を受けた書類

帰化申請の添付書類
上記書類は例示列挙であり、実際には添付書類の少ない者でも副本を合わせて申請書類は1 cm程度の厚さとなる。事業所得者の場合や世帯内で複数の帰化申請者が居る場合、親族状況の確定が簡単でない場合などは、申請書類はその厚さが4-5 cmもある膨大なものとなる。
帰化申請における添付書類は、国籍・所得の内容・出生地・家族の状況・住居の状態などによってひとりひとり個別に違い、取得のタイミングが大変重要である。また、国籍証明書などは帰化できることがある程度定まってから取らないと大変な事態となるので注意しなければならない。

## 現代の韓国における帰化
韓国では一定額の資産を有する外国人に限って帰化を認めることとしている。2016年2月28日までは資産3,000万ウォン（約319万円）以上を保有するものに限定している。2016年3月1日からは6,000万ウォン（約637万円）以上の資産を保有している者または1人当たり国民総所得を超える所得がある者に限定されることとなっている。 

## 単独日本国籍保持者の他国への帰化
他の国籍を同時に有しない純然たる日本国籍保持者（日本人）が、自らの志望により外国の国籍を取得した場合（つまり帰化した場合）には、国籍法第11条第1項の規定により当該帰化と同時に自動的に日本国籍を喪失する。しかし、当該事実を日本国政府として自動的に把握する制度・機構がない（他国籍への帰化者には帰化完了時に日本の市町村へ届け出る義務はあるが、ドイツを除いて日本の当局と外国政府とが直接的に国籍情報を交換する制度はない）ため、本人からの届出がない場合は「違法に」日本人としての戸籍は存置することとなる。このため、法律上は確実に日本国籍喪失状態であるにもかかわらず、（本来は無効である）当該戸籍謄本を用いて日本国旅券を取得したり住民登録するなどして、事実上多重国籍状態を継続する者もあるとされ、これらは旅券法その他の法律に抵触する。例えば旅券法における罰則は「五年以下の懲役若しくは三百万円以下の罰金に処し、又はこれを併科」されることとなる。
なお、同法第11条第1項の「日本国籍自動喪失」規定はあくまで「自らの志望によって」他国籍を取得した場合という限定条件が冠されており、つまりは手続を踏んで自ら他国へ帰化した場合に適用されるものであり、片親が外国人であるため自動的に二重国籍であったり（出生によるなど）、外国人との婚姻によりその配偶者の国籍が自動的に付与されたり（女性側に付与される場合が多い）、当該他国における貢献などが認められて、前述の「大帰化」に相当する措置（その国における国会決議や大統領指令など）により当該他国籍を一方的又は恩恵的に付与された場合には、日本国籍を自動的に失うことはないと解される。

## 出生時に日本国籍を有する多重国籍者の国籍選択の実情
前節のような、単独の日本国籍者として出生・生育した後、自主的に他国へ帰化した者とは異なり、出生時点で合法的に多重国籍を有する状態になった者、または外国人との婚姻などにより、自動的に多重国籍を有する状態になった者については、少なくとも日本国側の見解では22歳になるまで（20歳になってから多重国籍者になった者については外国籍の取得から2年間）は、多重国籍の保持が認められている（日本側で容認していても、外国側のほうでより若年齢での国籍選択を求める例があり、絶対的に22歳まで全ての多重国籍を保持することが担保される訳ではない）。
国籍法上の規定では、外国の国籍を有する日本国民は①外国戸籍を離脱する方法か、②「日本の国籍を選択し、かつ、外国の国籍を放棄する旨」の宣言をする方法のいずれかの方法によって、22歳までにいずれか一つの国籍を選択することが義務となっている。「日本国籍を選択する」と宣言した場合、残る他国籍を離脱する努力義務はあるが、当該外国国籍を離脱しなくても日本国籍を喪失することはない。なお、法務大臣は、選択の宣言をした日本国民で外国の国籍を失つていないものが自己の志望によりその外国の公務員の職（その国の国籍を有しない者であつても就任することができる職を除く。）に就任した場合において、その就任が日本の国籍を選択した趣旨に著しく反すると認めるときは、その者に対し日本の国籍の喪失の宣告をすることができる。日本国籍選択の宣言をしたが外国国籍を離脱しておらず、結果的に日本を含む複数国のパスポートを取得ている者は存在するが、旅券法上はなんら問題ではない。
出生等による多重国籍者が22歳に達したのち「①実際の外国籍離脱」または「②国籍選択の宣言」のどちらかの方法で日本国籍を選択することを怠っていた場合、法務大臣は本人に催告することになっているが、実際に催告されたことは一度もないとされる。催告が実施されたのち1ヶ月以内に日本国籍の選択を宣言しない場合は自動的に日本国籍を喪失し、本人の身分及び生活に極めて重大な影響を及ぼすこととなる。

## 戸籍編製と転籍について
日本では、帰化により編製した戸籍（本籍）には、帰化の事実がそのまま記される。
また、除籍簿（転籍前の本籍）に関しては戸籍法により150年間の保存が義務付けられるため、帰化に関しても本人の転籍後150年までその証明が可能である。